# Mystery Detective 2 ½
Mystery Detective 2 ½ (おさわり探偵 小沢里奈 シーズン2 1/2 里奈は見た!いや、見てない。?, Osawari Tantei: Ozawa Rina - Shiizun 2 1/2: Rina ha Mita! Iya, Mite nai) distribuito in Nord America come Touch Detective 2 ½ è un'avventura grafica per Nintendo DS. È il seguito di Mystery Detective, anch'esso per Nintendo DS. È stato pubblicato in Giappone il 24 maggio 2007, nel Nord America il 9 ottobre 2007 e in Europa il 23 novembre 2007.

## Trama
Il gioco è diviso in 5 casi da risolvere, denominati episodi:

### Episodio 1 -Furto, recupero di un'antica reliquia
Penelope si precipita nell'ufficio di Mackenzie poiché i suoi noodles colorati sono stati rubati, lasciandole solo quelli bianchi. Mackenzie avvia l'indagine scoprendo che in tutta la città non è rimasto un solo involto di noodles colorato. L'investigatrice partecipa alla gara di ballo del Festival Noodle, vince (grazie al suo compagno misterioso) ed ha la possibilità di guardare l'Album Illustrato Top Secret. Si accorge che manca una pagina (che ha Yvonne) raccontandolo al sindaco Tom. Al sindaco (che si comporta in modo piuttosto strano) cade dalla tasca il fossile dell'Albero Cuore, e Mackenzie dopo ulteriori indagini scopre la città è in grave pericolo. L'investigatrice scopre che il sindaco non è altro che Cornstalker travestito, e grazie ad un piano ingegnoso e con l'aiuto dell'Albero Cuore riesce a salvare la città.

### Episodio 2 -Inganno, una nobile lotta contro l'ingiustizia
Mackenzie viene premiata con un biglietto per 5 persone del treno dal sindaco Tom per aver salvato la città nel precedente episodio. Chloe, Cromwell, Penelope, Funghi e Mackenzie sono in viaggio quando si verifica una rapina in una cabina. Si scopre infatti che una valigia di Eric contenente l'artefatto degli abitanti dei fondali è stato rubato da Cornstalker. Mackenzie dopo accurate indagini scopre che Cornstalker è la vecchietta, ma la cosa sorprendente è che Eric ha scambiato le valigie dall'inizio in modo da incastrare il colpevole, per cui la vera valigia è stata con lui tutto il tempo. Nonostante ciò Cornstalker ruba la giusta valigia ma Mackenzie riesce a recuperarla.

### Episodio 3 -Liberazione, la maledizione dei destini incrociati
Mackenzie, Penelope e Chloe sono in gita presso il museo della città (che si rivela essere un museo unico del sindaco Tom), quando improvvisamente qualcuno vandalizza la sua statua. Mackenzie inizia ad indagare, scoprendo che il cercatore di fossili è diventato un fossile grazie alla "Maledizione della piramide". Harrison, l'archeologo, ha scoperto un gioiello d'ambra che custodisce nel museo, e chiede a Mackenzie di spostare l'uomo fossilizzato dentro il museo. Con l'aiuto di Chloe e Penelope ci riesce, e il giorno successivo riceve una lettera di avvertimento da parte di Cornstalker che annuncia che ha intenzione di rubare l'ambra dal museo. Dopo numerosi avvenimenti, Mackenzie si infiltra nel museo scambiando il gioiello d'ambra con un falso, quando vede arrivare due Harrison: uno di loro è Cornstalker, che ruba il falso gioiello. L'investigatrice posiziona l'ambra nell'occhio dell'uomo fossilizzato, che ritorna in vita.

### Episodio 4 -Reminiscenza, l'illusione nascosta in una melodia
Penelope si precipita nell'ufficio di Mackenzie dicendo di aver visto un cadavere all'interno della serra della casa stregata. Mackenzie, Chloe e Penelope si recano nella serra, e ipotizzano che non si tratta di un cadavere ma di un ragazzo che sta dormendo. Tuttavia quest'ipotesi risulta sbagliata poiché, dopo aver posizionato una sveglia molto potente creata da Cromwell, il ragazzo non si sveglia, e Mackenzie toccandolo afferma che si tratta di una bambola. L'investigatrice lo "risveglia" trovando la chiave dentro la casa stregata e mettendola nel buco nel retro della bambola. Essa si presenta come "Silver" e inizia a raccontare la sua storia. Egli infatti non si spiega come non riesce più a cantare come una volta. Parla anche di una ragazza, che vorrebbe rincontrare, ma pensa sia morta poiché ormai sono passati 100 anni. Mackenzie dopo un'indagine scopre che la ragazza in questione è Colleen, il fantasma della casa stregata, e dopo vari tentativi riesce a far recuperare la voce a Silver e a risolvere il caso.

### Episodio 5 -Invasione, una vendetta da lontano
Chloe e Penelope vanno nell'ufficio di Mackenzie per informarla che Chloe ha un biglietto della lotteria il quale premio è un quarto di manzo. Allo stesso tempo, Penelope vuole visitare la mostra degli antichi artefatti che mostra tutti gli artefatti degli abitanti dei fondali. Dopo aver trovato altri 4 biglietti, Chloe, Mackenzie, Penelope e Cromwell si dirigono verso i grandi magazzini. Poco dopo si scopre che i sistemi di sicurezza sono stati disattivati e Cornstalker ha rubato l'antico manufatto. Mackenzie e i suoi amici lo trovano in una giostra a forma di elefante gigante rosa che cerca di fuggire ma una nave spaziale rapisce tutti i personaggi nella propria base segreta. L'investigatrice libera tutti i suoi compagni dalle celle dove sono rinchiusi (compreso Cornstalker) e scopre che gli abitanti dei fondali sono in realtà servi degli alieni provenienti dallo spazio che intendono eliminaro tutte le mucche sul pianeta terra. Mackenzie riesce a rubare l'artefatto rubato e, grazie all'ingegno di Cromwell, riescono tutti a scappare sulla loro "navicella" a forma di elefante gigante. L'episodio si conclude con una scena nella quale si vedono tutti i personaggi circondati dai Men in Black.

## Modalità di gioco
Il giocatore prende il controllo della protagonista MacKenzie. Il gioco per la maggior parte si gioca sul touch screen del Nintendo DS anche se a volte i pensieri di MacKenzie verranno visualizzati nello schermo superiore che non è tattile. Cliccando un qualsiasi punto dello schermo il giocatore farà spostare il personaggio, interagire con i personaggi e raccogliere oggetti. Servendosi degli oggetti raccolti si potranno risolvere tutti gli enigmi anche per raccogliere informazioni preziose dai cittadini.

## Personaggi
- MacKenzie - eroina del gioco nonché personaggio principale. Dovrà affrontare piccoli misteri di varie difficoltà, aiutata dai suoi amici e dagli indizi che le vengono dati dai vari personaggi. Non ama il suo soprannome "Mystery detective".
- Penelope: è una delle ragazze che vive nel condominio della città e amica di MacKenzie. I suoi genitori sono molto ricchi, quindi le piace uno stile di vita lussuoso. Di solito i casi ruotano attorno a lei poiché è molto ingenua.
- Chloe: altra ragazza della città sebbene sia amica di MacKenzie, tende ad essere la sua rivale cercando di risolvere i casi ma non concludendo niente.
- Colleen: la direttrice della casa stregata. Gulp! È un vero fantasma!
- Funghi: è un funghetto vivente tenuto come animale domestico da MacKenzie. Viaggia sempre con lei, a volte le è molto d'aiuto per risolvere i casi.
- Cromwell: è il maggiordomo di MacKenzie ed è anche un inventore geniale. Non si sa se è uno zombie maggiore di 300 anni o un robot, ma quando la protagonista si trova in difficoltà sarà sempre pronto ad aiutarla.
- Ispettrice Daria: è un'ispettrice dai capelli rossi che cerca sempre di catturare Cornstalker. Si fa male spesso la schiena poiché entra spesso in pose molto stravaganti e soffre il treno.
- Beatrice: proprietaria del condominio, ama mangiare bonbon e vedere la TV tutto il giorno.
- Katrina: indovina che dà a Mackenzie dei consigli. Purtroppo, sono sempre incomprensibili.
- Cornstalker: ladro professionista e un maestro dei travestimenti. Cerca sempre di rubare gli oggetti più cari e preziosi del mondo. Chiama sempre MacKenzie "Touch Detective" anche se nessuno sa come fa a saperlo.
- Silver: marionetta che abita nella casa stregata, molto gentile.
- Sindaco Tom: è il sindaco della città. Si spaventa molto facilmente se qualche suo oggetto viene rubato.

## Sequel
Nel maggio 2014 è stato pubblicato un 3º episodio, giocabile su Nintendo 3DS, esclusivamente per il mercato nipponico.